# Gerard Paul Bergie
Gerard Paul Bergie (Hamilton, 10 de junho de 1957) é bispo de Saint Catharines.
Gerard Paul Bergie foi ordenado sacerdote em 22 de maio de 1982.
Papa Bento XVI nomeou-o em 11 de julho de 2005 bispo auxiliar em Hamilton e bispo titular de Tabae. A ordenação episcopal doou-o o bispo de Hamilton, Anthony Frederick Tonnos, em 24 de agosto do mesmo ano; Os co-consagradores foram Matthew Francis Ustrzycki, Bispo Auxiliar em Hamilton, e John Michael Sherlock, Antigo Bispo de Londres.
Ele foi nomeado bispo de Saint Catharines em 14 de setembro de 2010 e foi apresentado ao cargo em 9 de novembro do mesmo ano. 